# لاتام کارگو شیلی
لاتام کارگو شیلی (انگلیسی: LATAM Cargo Chile) شرکت هواپیمایی شیلیایی است، که در سال ۱۹۲۹ تأسیس شد.